# Mangum
Mangum è un comune degli Stati Uniti d'America, situato nello Stato dell'Oklahoma, nella Contea di Greer, della quale è il capoluogo.